# Hotel Transylvania 2
Hotel Transylvania 2 er en computeranimeret film for børn fra 2015.